# اريكا أوكودا
اريكا أوكودا (بالكانا:おくだ えりか) هي ممثلة يابانية، ولدت في 24 فبراير 1981 بطوكيو في اليابان.

## وصلات خارجية
- اريكا أوكودا على موقع IMDb (الإنجليزية)
- اريكا أوكودا على موقع قاعدة بيانات الفيلم (الإنجليزية)